# Fortaleza de São Sebastião (Mosambik)
Die Festung São Sebastião befindet sich an der Nordspitze der Insel Ilha de Moçambique in Mosambik und ist die älteste in der ursprünglichen Gestalt erhaltene Festung im Afrika südlich der Sahara.
Die Portugiesen begannen unter Afonso de Albuquerque 1508 mit dem Bau der „Festung des Heiligen Sebastian“. Nach anderen Angaben wurde die heutige Festung zwischen 1558 und 1620 errichtet. Später überstand die Festung Angriffe der arabischen Omani und der Niederländer im 17., der Briten im 18. und der Franzosen im frühen 19. Jahrhundert. 
Innerhalb der Festung befinden sich noch Kanonen aus dem frühen 19. Jahrhundert, eine Kirche, ein historisches Hospital und Trinkwasserzisternen. Auf einer der Südspitze vorgelagerten winzigen Insel wurde 1707 noch eine weitere Festung, das Fortim de São Lourenço da Ilha de Moçambique erbaut.  

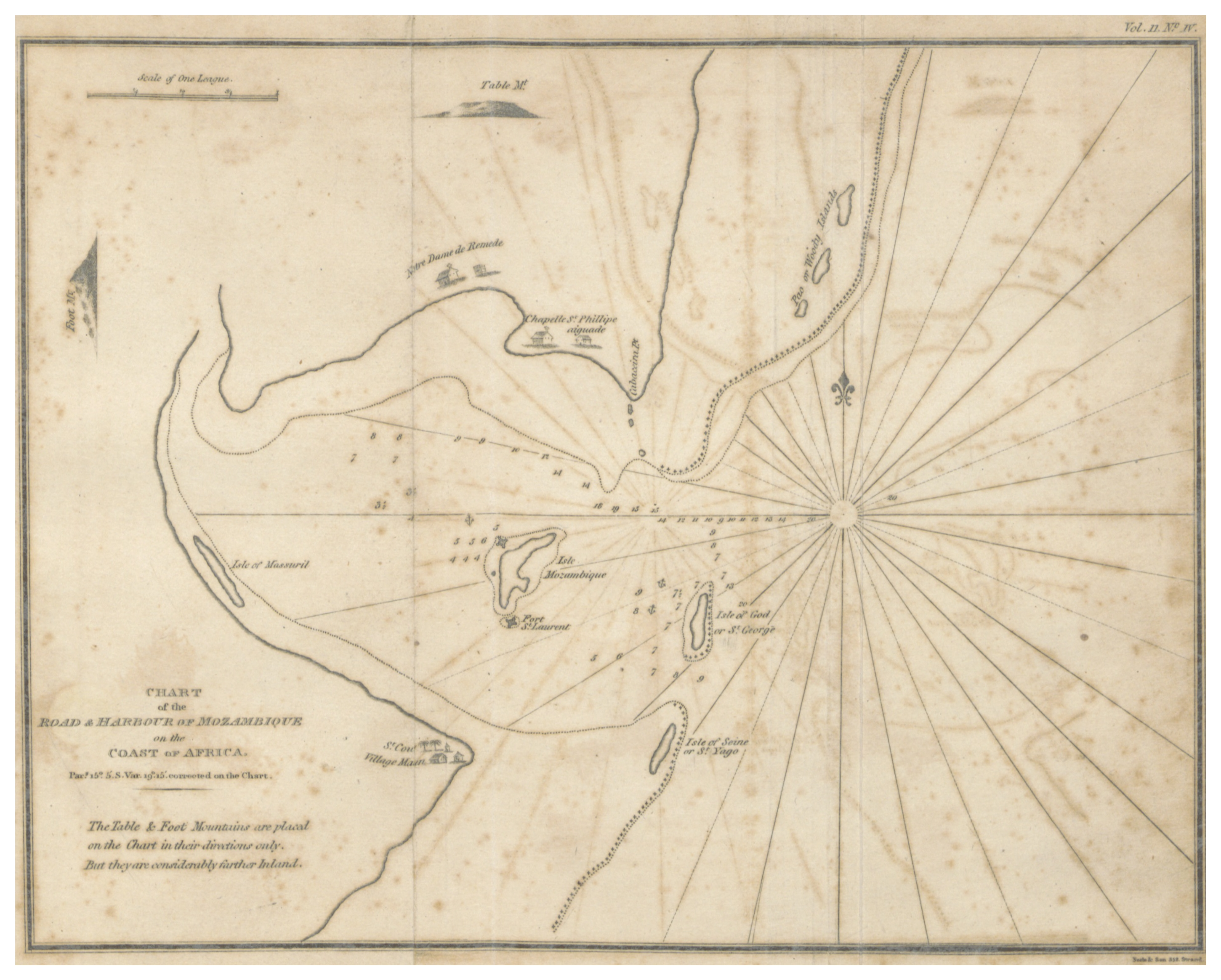
Übersichtskarte von 1810 der Gewässer um die Ilha de Moçambique
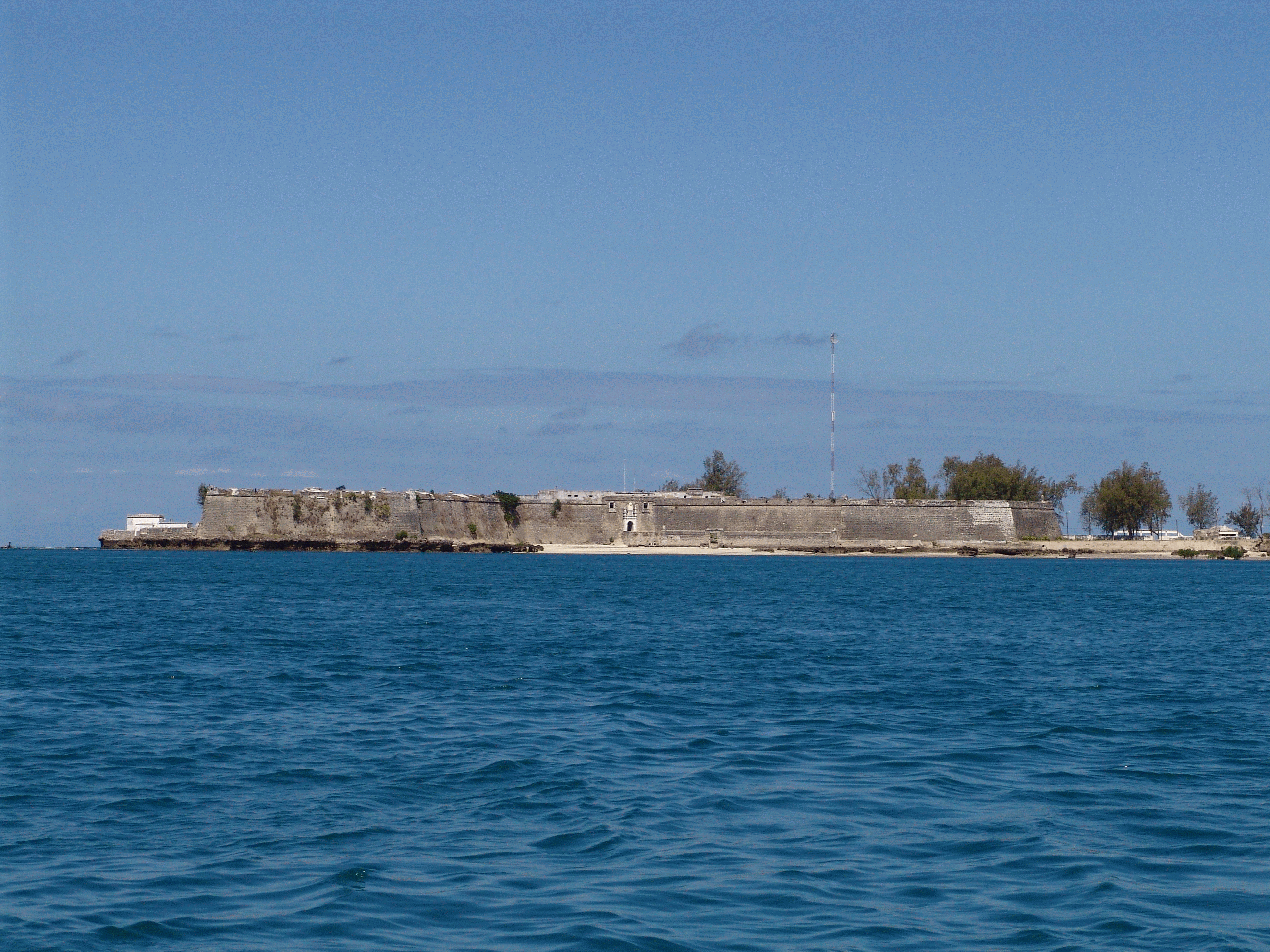
Die Festung von der Seeseite aus gesehen
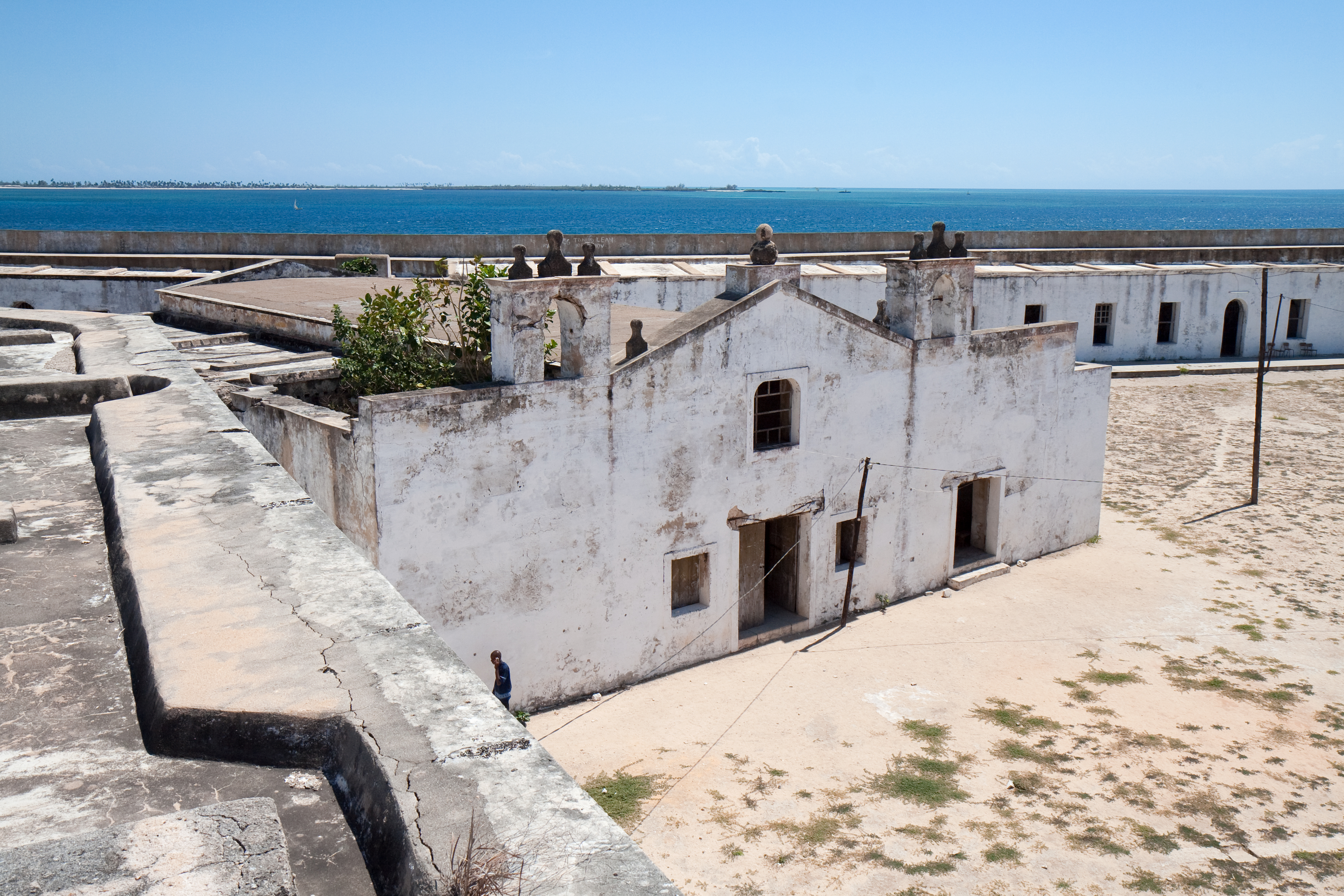
Kirche innerhalb der Festung
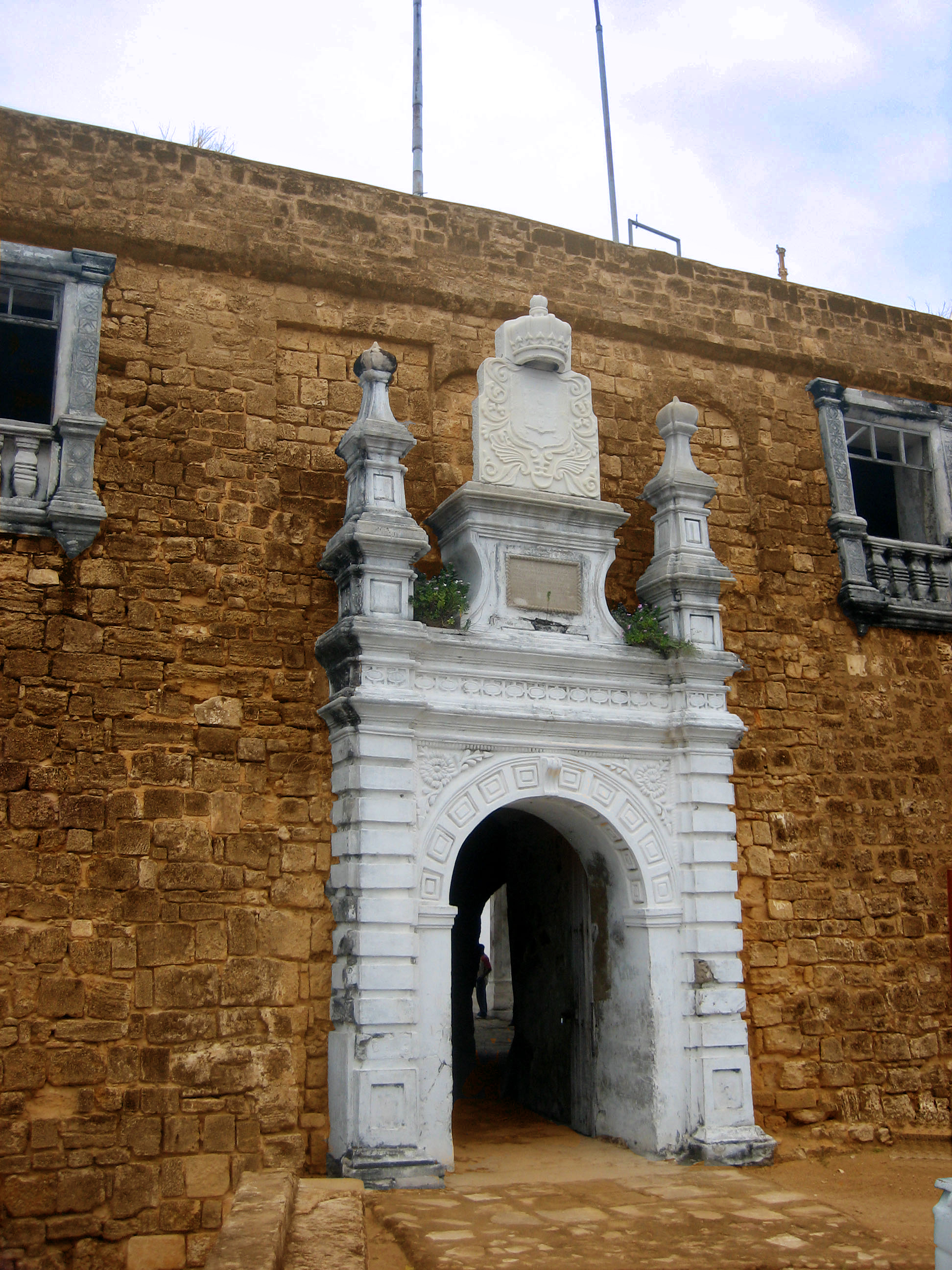
Eingang
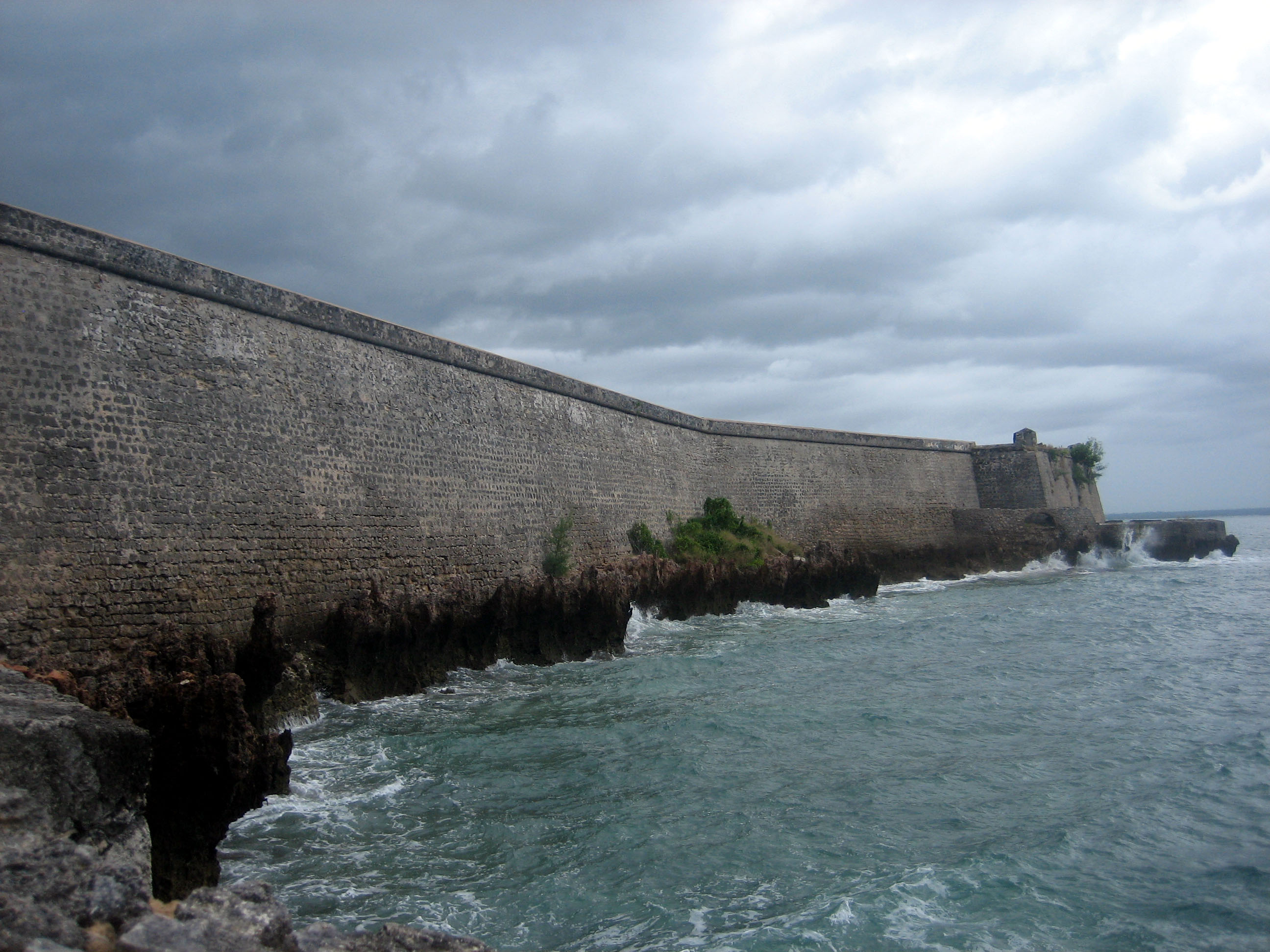
Festungsmauer von der Seeseite
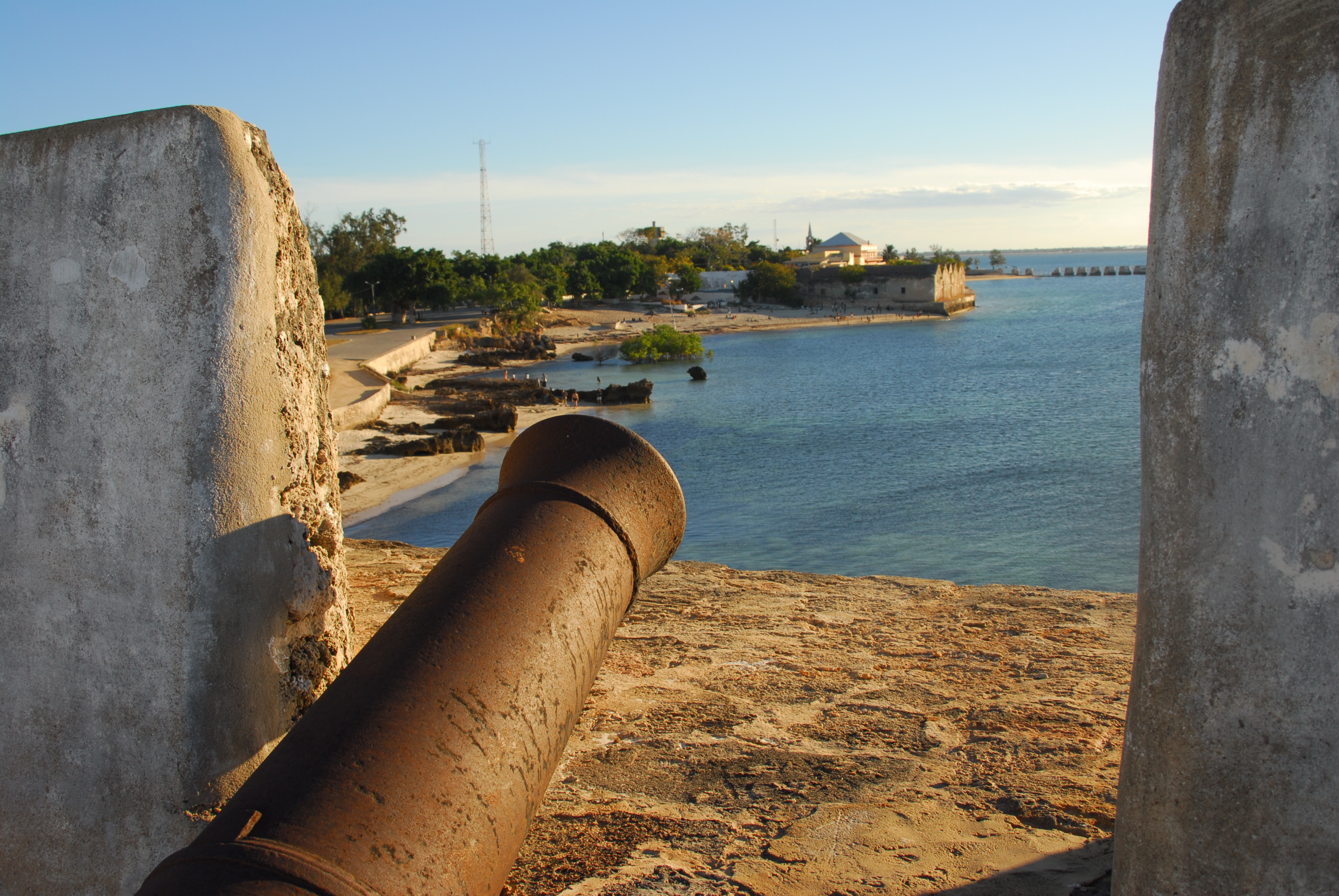
Kanone und Blick aus der Festung